# Clubiona tikaderi
Clubiona tikaderi är en spindelart som beskrevs av Majumder och Benoy Krishna Tikader 1991. Clubiona tikaderi ingår i släktet Clubiona och familjen säckspindlar. Inga underarter finns listade i Catalogue of Life.